# Tower of Power
Tower of Power ist eine US-amerikanische Funk-/Soul-Band aus Oakland, Kalifornien, die 1968 gegründet wurde.

## Geschichte
Mitte der 1960er Jahre zog der 17-jährige Tenorsaxophonist Emilio Castillo von Detroit, Michigan nach Fremont, Kalifornien. Er gründete dort die Band „Motowns“, die hauptsächlich Soul spielte. 1968 tat sich Castillo mit dem Baritonsaxophonisten Stephen „The Funky Doctor“ Kupka zusammen. Die beiden Musiker zogen nach Oakland und schrieben erste gemeinsame Lieder. Sie änderten den Namen der Band in „Tower of Power“ und spielten häufig in der San Francisco Bay Area.
1970 unterschrieb Tower of Power einen Plattenvertrag bei Bill Grahams San Francisco Records und veröffentlichten kurz danach ihr erstes Album, East Bay Grease. 1972 erschien Bump City und 1973 das mit Gold ausgezeichnete Tower of Power, die beide zum Durchbruch der Band führten.

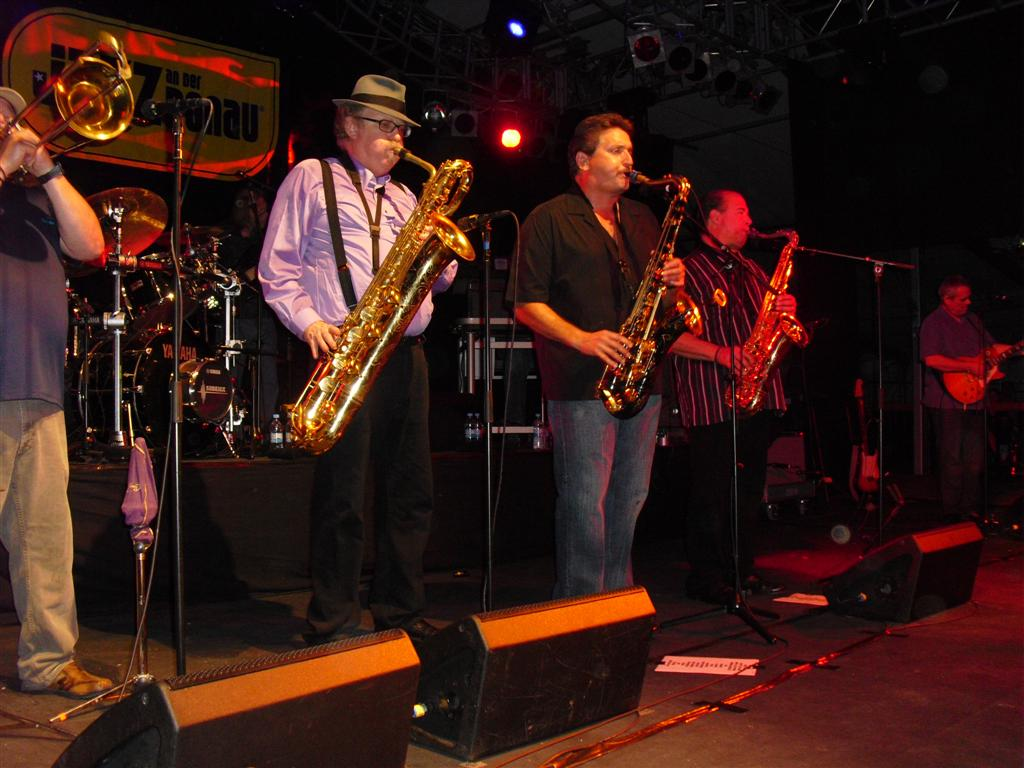
Tower of Power Horns in Straubing (2010)

Tower of Power veröffentlichte seit den 1970er Jahren durchgängig neue Platten und ist bis zum heutigen Tag immer noch regelmäßig auf Tour. Personell hat sich die Band ständig verändert; dies gehörte zum Stil dieser Gruppe. Mindestens 60 Musiker haben mit Tower of Power gespielt, waren auf Tour und/oder haben Platten mit der Band aufgenommen. Darunter waren der Saturday Night Live Musical Director Lenny Pickett, Schlagzeuger David Garibaldi und Bassist Rocco Prestia. Lenny Williams war langjähriger Sänger der Band.
Der Bläsersatz der Band, die Tower of Power Horns, wurde dadurch bekannt, dass sie auf den Aufnahmen anderer Künstler mitarbeiteten. Dazu gehörten die Monkees, Carlos Santana, Elton John, John Lee Hooker, Rod Stewart, Jefferson Starship, Heart, Huey Lewis and the News, Little Feat, Lyle Lovett, Phish, Aerosmith, Rolling Stones, Eurythmics, Phil Collins, Toto, Klaus Lage, Tom Jones.

## Bandmitglieder

### Emilio Castillo
Emilio „Mimi“ Castillo (* 24. September 1950 in Detroit, Michigan) ist ein US-amerikanischer Saxophonist und Komponist sowie der Gründer der Band.

### Stephen Kupka
Stephen „Doc“ Kupka (* 25. März 1946, in Berkeley, Kalifornien) ist ein US-amerikanischer Baritonsaxophonist und Komponist. Er ist einer der Mitgründer der Band und hat 1998 sein eigenes Musiklabel "Strokeland Records" gegründet.

### Francis Prestia
Francis „Rocco“ Prestia (* 7. März 1951 in Sonora, Kalifornien; † 29. September 2020 in Las Vegas, Nevada) war ein US-amerikanischer Bassist.

### Lenny Williams
Leonard Charles „Lenny“ Williams (* 6. Februar 1945, in Little Rock, Arkansas) ist ein US-amerikanischer Sänger.
In den 1970er Jahren war er der Leadsänger von Tower of Power. Als Solist hatte er einige Hit single (z. B. So Very Hard to Go).

### David Garibaldi
David Garibaldi (* 4. November 1946 in Oakland, Kalifornien) ist ein US-amerikanischer Schlagzeuger. Er ist einer der Mitgründer der Band.
Nachdem David Garibaldi Tower of Power zuvor verlassen hatte, trat er im Januar 1998 wieder bei und ging mit der Band auf Tournee.

### Mic Gillette
Mic Gillette (* 1951 in Kalifornien; † Januar 2016) war ein US-amerikanischer Posaunist und Trompeter. Er ist bekannt durch sein Mitwirken in den Formationen Tower of Power, Blood, Sweat & Tears, und The Sons of Champlin. Gillettes Engagement bei Tower of Power begann 1967. Nach 25-jähriger Absenz trat Mic Gillette im August 2009 Tower of Power wieder bei und ersetzte damit Mike Bogart. Gillette starb im Januar 2016 an den Folgen eines Herzinfarkts.

### Greg Adams
Greg Adams ist ein US-amerikanischer Trompeter und Arrangeur, bekannt durch seine Arrangements und Auftritte für Tower of Power.

## Diskografie

### Alben
| Jahr | Titel                         | Höchstplatzierung, Gesamtwochen, AuszeichnungChartplatzierungen (Jahr, Titel, Platzierungen, Wochen, Auszeichnungen, Anmerkungen) | Höchstplatzierung, Gesamtwochen, AuszeichnungChartplatzierungen (Jahr, Titel, Platzierungen, Wochen, Auszeichnungen, Anmerkungen) | Höchstplatzierung, Gesamtwochen, AuszeichnungChartplatzierungen (Jahr, Titel, Platzierungen, Wochen, Auszeichnungen, Anmerkungen) | Anmerkungen |
| Jahr | Titel                         | US | R&B | CH | Anmerkungen |
| ---- | ----------------------------- | --- | --- | --- | --- |
| 1972 | East Bay Grease               | US106 (12 Wo.)US | — | — | Erstveröffentlichung: 1970 Produzent: David Rubinson |
| 1972 | Bump City                     | US85 (20 Wo.)US | R&B16 (19 Wo.)R&B | — | Erstveröffentlichung: Juli 1972 Aufnahme: Trans Maximus Inc. Recording Studios Memphis, Tennessee Produzenten: Ron Capone, Tower of Power                                 |
| 1973 | Tower of Power                | US15 Gold · (31 Wo.)US | R&B11 (19 Wo.)R&B | — | Erstveröffentlichung: Juni 1973 Produzenten: Tower of Power, Emilio Castillo                                                                                              |
| 1974 | Back to Oakland               | US26 (35 Wo.)US | R&B13 (14 Wo.)R&B | — | Erstveröffentlichung: April 1974 Aufnahme: Kaye-Smith Studios Seattle und Record Plant Sausalito Produzenten: Tower of Power, Emilio Castillo                             |
| 1975 | Urban Renewal                 | US22 (16 Wo.)US | R&B19 (18 Wo.)R&B | — | Erstveröffentlichung: Januar 1975 Aufnahme: Record Plant Sausalito Produzenten: Emillo Castillo, Tower of Power                                                           |
| 1975 | In the Slot                   | US67 (11 Wo.)US | R&B29 (7 Wo.)R&B | — | Erstveröffentlichung: Oktober 1975 Aufnahme: Record Plant Sausalito Produzenten: Emillo Castillo, Tower of Power                                                          |
| 1976 | Live and in Living Color      | US99 (8 Wo.)US | R&B29 (6 Wo.)R&B | — | Erstveröffentlichung: Mai 1976 Liveaufnahme: Sacramento Memorial Auditorium und Cerritos College von Record Plant, Sausalito Produzenten: Emillo Castillo, Tower of Power |
| 1976 | Ain’t Nothin’ Stoppin’ Us Now | US42 (17 Wo.)US | R&B25 (9 Wo.)R&B | — | Erstveröffentlichung: September 1976 Produzenten: Emillo Castillo, Tower of Power, Alan Chinowsky                                                                         |
| 1978 | We Came to Play!              | US89 (8 Wo.)US | R&B33 (6 Wo.)R&B | — | Erstveröffentlichung: April 1978 Produzent: Steve Cropper |
| 1979 | Back on the Streets           | US106 (12 Wo.)US | R&B28 (13 Wo.)R&B | — | Erstveröffentlichung: August 1979 Produzenten: Emilio Castillo, McKinley Jackson, Richard Evans, Tower of Power                                                           |
| 1993 | T. O. P.                      | — | R&B92 (1 Wo.)R&B | — | Erstveröffentlichung: April 1993 Produzent: Emillo Castillo |
| 2018 | Soul Side of Town             | — | — | CH84 (1 Wo.)CH | Erstveröffentlichung: 1. Juni 2018 |
| 2020 | Step Up                       | — | — | CH98 (1 Wo.)CH | Erstveröffentlichung: 20. März 2020 |

grau schraffiert: keine Chartdaten aus diesem Jahr verfügbar
Weitere Alben
- 1981: Direct
- 1986: T. O. P.
- 1987: Power
- 1991: Monster on a Leash
- 1995: Souled Out
- 1997: Rhythm & Business
- 1997: Direct Plus!
- 1999: Soul Vaccination: Tower of Power Live
- 1999: Dinosaur Tracks (aufgenommen 1982)
- 2003: Oakland Zone
- 2008: The East Bay Archive Volume 1 (2 CDs)
- 2009: Great American Soulbook
- 2011: 40th Anniversary – The Fillmore Auditorium, San Francisco (CD + DVD)
- 2013: Hipper Than Hip

### Kompilationen
- 1974: Funkland
- 1986: What Is Hip?
- 1998: Ain’t Nothin’ Stoppin’ Us Now / Back on the Streets
- 1999: What Is Hip? The Tower of Power Anthology (2 CDs)
- 2001: The Very Best of Tower of Power – The Warner Years
- 2002: Soul with a Capital „S“ – The Best of Tower of Power
- 2003: What Is Hip? & Other Hits
- 2008: Ain’t Nothin’ Stoppin’ Us Now / We Came to Play / Back on the Streets (2 CDs)
- 2011: Original Album Classics (3-CD-Box)
- 2013: Original Album Series (5-CD-Box)
- 2015: East Bay Grease / Bump City

### Singles
| Jahr | Titel Album                                                     | Höchstplatzierung, Gesamtwochen, AuszeichnungChartplatzierungen (Jahr, Titel, Album, Platzierungen, Wochen, Auszeichnungen, Anmerkungen) | Höchstplatzierung, Gesamtwochen, AuszeichnungChartplatzierungen (Jahr, Titel, Album, Platzierungen, Wochen, Auszeichnungen, Anmerkungen) | Anmerkungen                                                                                   |
| Jahr | Titel Album                                                     | US | R&B | Anmerkungen                                                                                   |
| ---- | --------------------------------------------------------------- | --- | --- | --------------------------------------------------------------------------------------------- |
| 1972 | You’re Still a Young Man Bump City                              | US29 (12 Wo.)US | R&B24 (8 Wo.)R&B | Erstveröffentlichung: Juli 1972 Autoren: Emilio Castillo, Stephen Kupka                       |
| 1972 | Down to the Nightclub Bump City                                 | US66 (8 Wo.)US | — | Erstveröffentlichung: September 1972 Autoren: David Garibaldi, Emilio Castillo, Stephen Kupka |
| 1973 | So Very Hard to Go Tower of Power                               | US17 (18 Wo.)US | R&B11 (13 Wo.)R&B | Erstveröffentlichung: April 1973 Autoren: Emilio Castillo, Stephen Kupka                      |
| 1973 | This Time It’s Real Tower of Power                              | US65 (6 Wo.)US | R&B27 (11 Wo.)R&B | Erstveröffentlichung: September 1973 Autoren: David Bartlett, Emilio Castillo, Stephen Kupka  |
| 1974 | What Is Hip? Tower of Power                                     | US91 (2 Wo.)US | R&B39 (16 Wo.)R&B | Erstveröffentlichung: November 1973 Autoren: Stephen Kupka, Emilio Castillo, David Garibaldi  |
| 1974 | Time Will Tell Back to Oakland                                  | US69 (6 Wo.)US | R&B27 (13 Wo.)R&B | Erstveröffentlichung: März 1974 Autoren: Stephen Kupka, Emilio Castillo                       |
| 1974 | Don’t Change Horses (In the Middle of a Stream) Back to Oakland | US26 (10 Wo.)US | R&B22 (12 Wo.)R&B | Erstveröffentlichung: Juli 1974 Autoren: Johnny Guitar Watson, Lenny Williams                 |
| 1975 | Only so Much Oil in the Ground Urban Renewal                    | — | R&B85 (6 Wo.)R&B | Erstveröffentlichung: November 1974 Autoren: Stephen Kupka, Emilio Castillo                   |
| 1975 | Willing to Learn Urban Renewal                                  | — | R&B77 (6 Wo.)R&B | Erstveröffentlichung: März 1975 Autoren: Emilio Castillo, Stephen Kupka                       |
| 1975 | You’re so Wonderful, so Marvelous In the Slot                   | — | R&B57 (8 Wo.)R&B | Erstveröffentlichung: August 1975 Autoren: Emilio Castillo, Frank Biner, Stephen Kupka        |
| 1976 | You Ought to Be Havin’ Fun Ain’t Nothin’ Stoppin’ Us Now        | US68 (8 Wo.)US | R&B62 (9 Wo.)R&B | Erstveröffentlichung: September 1976 Autoren: Emilio Castillo, Hubert Tubbs, Stephen Kupka    |
| 1977 | Ain’t Nothin’ Stoppin’ Us Now                                   | — | R&B95 (4 Wo.)R&B | Erstveröffentlichung: Dezember 1976 Autoren: David Bartlett, Emilio Castillo, Stephen Kupka   |
| 1978 | Lovin’ You Is Gonna See Me Thru We Came to Play                 | — | R&B98 (2 Wo.)R&B | Erstveröffentlichung: April 1978 Autor: Clifford Coulter                                      |
| 1979 | Rock Baby Back on the Streets                                   | — | R&B61 (9 Wo.)R&B | Erstveröffentlichung: Juni 1979 Autoren: Greg Crockett, Michael Jeffries                      |

Weitere Singles
- 1971: Sparkling in the Sand
- 1975: It’s Not the Crime

### Beteiligungen an gemischten Tonträgern
- 1972: Lights Out: San Francisco (Voco Presents the Soul of the Bay Area) (mit Titeln von John Lee Hooker, Sylvester and the Hot Band, Fadil Shahin and the Casbah Band und Dan Hicks and His Hot Licks)
- 1972: Fillmore – The Last Days (mit Titeln von Elvin Bishop Group, Boz Scaggs, Grateful Dead, Santana u. a.)

## Videoalben
- 2003: In Concert: Ohne Filter (Aufzeichnung des SWR im Rahmen der Ohne-Filter-Reihe von 1998)
- 2004: What Is Hip: Live at Iowa State University (Konzertmitschnitt von 1987)
- 2007: Live in Germany (Konzert vom 6. November 2005 in Leverkusen)
- 2011: 40th Anniversary: The Fillmore Auditorium, San Francisco